# Zelfeuthanasie
Zelfeuthanasie is een vorm van zelfdoding waarbij een persoon niet geholpen wordt bij het uitvoeren daarvan, maar waarbij wel, vergelijkbaar met euthanasie, voordat de persoon overlijdt gesprekken gevoerd worden met naasten of andere personen die bij het overlijden betrokken of ook aanwezig kunnen zijn.

## Methoden
Zelfeuthanasie kan op allerlei manieren uitgevoerd worden. Naast de methode met behulp van medicijnen, bestaan er andere methodes, bijvoorbeeld het inademen van een gas(mengsel) dat geen zuurstof bevat.

## Begripsafbakening
Het begrip ‘zelfeuthanasie’ is door filosoof Ton Vink in de discussie geïntroduceerd in een bijdrage in het Volkskrant Magazine van 15 november 2008, getiteld "Het is geen euthanasie, 't is geen zelfmoord, het is zelf-euthanasie". De term is afgeleid van de titel van de dissertatie van psychiater Boudewijn Chabot, "Auto-Euthanasie", uit 2007 en verscheen later ook in diens boek Uitweg. Een waardig levenseinde in eigen hand. Uit onderzoek blijkt dat dit niet zelden voorkomt.

### Verschil met euthanasie
Bij euthanasie dient een arts het dodelijke middel toe, doorgaans via een infuus. De arts heeft daarbij de regie. Bij zelfeuthanasie verzamelt iemand zelf, soms met hulp van naasten, een of een aantal middelen die in de juiste combinatie dodelijk zijn en dient die zichzelf toe. Bij zelfeuthanasie liggen het initiatief en de regie niet in de handen van de arts, maar geheel in handen van de patiënt zelf. Daarom is (in de Nederlandse situatie) de euthanasiewet niet van toepassing, en wordt dit ook niet gemeld bij de toetsingscommissie euthanasie.

### Verschil met gereguleerde hulp bij zelfdoding
Zowel bij zelfeuthanasie als in het geval van gereguleerde hulp bij zelfdoding neemt de patiënt zelf het dodelijke middel in of voert anderszins een handeling uit die tot diens eigen dood leidt, maar bij gereguleerde hulp bij zelfdoding ligt de regie in handen van de arts en bij zelfeuthanasie ligt deze volledig in handen van de patiënt.

### Verschil met suïcide of zelfmoord
Een zelfmoord vindt vrijwel altijd plaats in eenzaamheid en zonder dat anderen van tevoren op de hoogte worden gesteld, vaak impulsief en het lichaam wordt soms verminkt, zoals bij ophanging of springen. Zelfmoord is meestal zeer schokkend en belastend voor nabestaanden omdat het onaangekondigd gebeurt zonder dat het stervensproces wordt gevolgd of begeleid en zonder dat er afscheid wordt genomen. Bij zelfeuthanasie is er wel een voortraject waarbij andere mensen betrokken of in vertrouwen genomen worden. Er kan afscheid worden genomen en niet zelden zijn er ook mensen bij het overlijden aanwezig. Waar zelfmoord nogal eens een impulsieve daad is, is zelfeuthanasie dat niet, juist omdat er anderen bij het stervensproces betrokken zijn.

### Verschil met bewuste versterving
Bewuste versterving is het afzien van eten en drinken door stoppen met eten en drinken om het levenseinde te bespoedigen. Het oogmerk hiervan is vergelijkbaar met dat van zelfeuthanasie en ook hier worden anderen er doorgaans bij betrokken, maar bij versterving ontbreekt een direct uitgevoerde dodelijke handeling, en is het besluit nog enige tijd omkeerbaar: als de patiënt op andere gedachten komt en weer gaat eten en drinken dan overlijdt deze niet. Versterving wordt in de Nederlandse wet niet aangemerkt als zelfdoding maar als een natuurlijke dood.
In sommige gevallen kan er sprake zijn van een 'grijs gebied' tussen de verschillende termen, bijvoorbeeld als er wel een arts betrokken is maar die niet de regie heeft over het proces.

## Argumenten om wel of niet voor zelfeuthanasie te kiezen
Er kunnen verschillende redenen zijn waarom iemand die niet verder wil leven kan kiezen voor zelfeuthanasie en niet voor suïcide, gereguleerde hulp bij zelfdoding of euthanasie:
- Als er geen euthanasie of gereguleerde hulp bij zelfdoding mogelijk is, omdat artsen er niet aan mee kunnen, willen of mogen werken. Vooral in landen waarin euthanasie en hulp bij zelfdoding in alle gevallen strafbaar zijn, is dat geen optie.
- Het belang dat men hecht aan de zelfbeschikking, en niet iemand anders schuldig wil maken aan zijn dood.
- Mensen die niet dodelijk ziek zijn maar niet meer verder willen leven, zijn bang voor een afwijzing van een arts aan wie zij euthanasie zouden willen vragen.[7]

Daartegenover staan argumenten waarom iemand die niet verder wil leven niet voor zelfeuthanasie zou kiezen:
- Men moet zelf aan dodelijke middelen komen en zich ervan overtuigen dat deze inderdaad werken en geen ongewenst lijden veroorzaken;
- Er zijn geen deskundige mensen beschikbaar als het mis gaat;
- Men moet fysiek in staat zijn zowel alle voorbereidingshandelingen te verrichten als om het dodelijke middel zelf toe te passen.

## Incidentie
Het Centraal Bureau voor de Statistiek publiceert elk jaar het aantal zelfdodingen waarin overlijden door zelfeuthanasie slechts beperkt is opgenomen. Dit blijkt uit het bevolkingsonderzoek van Chabot en uit het vijfde landelijke sterfgevallenonderzoek.

## Juridische aspecten (Nederlandse situatie)
Juridisch gezien wordt – onder de Nederlandse wetgeving – zelfeuthanasie beschouwd als zelfdoding.
Zelfdoding is niet strafbaar en daarom is zelfeuthanasie – een zelfdoding met medeweten en/of in de aanwezigheid van naasten – dat ook niet. Maar hulp bij zelfdoding is wel strafbaar gesteld in artikel 294 van het Wetboek van Strafrecht. Hierop is alleen voor artsen een uitzondering gemaakt, in de euthanasiewet. Daarom moeten naasten in het geval van zelfeuthanasie aantonen dat zij geen strafbare hulp hebben verleend. De Hoge Raad heeft in 1995 een grens getrokken:
- Niet strafbaar is informatie geven over zelfdoding, gesprekken er over voeren en bij de zelfdoding aanwezig zijn (een mens hoeft niet eenzaam te sterven).
- Wel strafbaar is een dodelijk middel geven of de regie overnemen en een instructie geven (‘doe nu dit of dat’).[11][12]

## Per land

### Nederland
In Nederland zijn enkele verenigingen actief op dit terrein:
- Stichting De Einder
- Nederlandse Vereniging voor een Vrijwillig Levenseinde (NVVE)
- Coöperatie Laatste Wil

### België
- Recht op Waardig Sterven
- Association pour le Droit de Mourir dans la Dignité (ADMD)

### Verenigde Staten
Zelfeuthanasie komt ook in de VS voor en wordt daar ‘rational suicide’ genoemd. Reeds in 1991 publiceerde Derek Humphry daarover Final Exit. In 1999 verscheen van Geo Stone Suicide and Attempted Suicide: Methods and Consequences.

### Internationaal
De meeste verenigingen die ijveren voor een waardig levenseinde zijn lid van de internationale federatie Right to Die International. Die bestaat uit 52 leden in 26 verschillende landen, vooral in Noord-Amerika, Europa en Oceanië. De federatie heeft ook een Europese tak: Right to Die Europe. Daarnaast is de vereniging Exit International, opgericht door de Australische arts Philip Nitschke, in vele landen actief. In 2006 kwam Nitschkes boek The Peaceful Pill Handbook uit.